# ウェイン・オルウィン
ウェイン・アンソニー・オルウィン（英語：Wayne Anthony Allwine、1947年2月7日 - 2009年5月18日）は、アメリカ合衆国の声優、ウォルト・ディズニー・スタジオの音響効果担当。
ミッキーマウスの3代目担当声優で、1977年から2009年に亡くなるまでの32年間に亘り、ミッキーマウスを演じた。

## 略歴
カリフォルニア州グレンデール生まれ。高校生の頃から学校劇で演じたり、音楽グループを結成したりしていた。
1966年にウォルト・ディズニー・スタジオに入社し、郵便室で働いた。 その後音響効果部門に移り、1977年からジム・マクドナルドに代わりミッキーマウスを演じ、亡くなる2009年まで演じた。デビュー作は子供向けバラエティ番組『The New Mickey Mouse Club』（1977年 – 1978年）で、冒頭のアニメに声を吹き込んだ。映画では『ミッキーのクリスマスキャロル』（1983年）がデビュー作となった。
ほか、主演作品に映画『ミッキーの王子と少年』（1990年）や『ミッキー、ドナルド、グーフィーの三銃士』（2004年）、テレビ番組『ミッキーマウス・ワークス』（1999年 – 2000年）、『ハウス・オブ・マウス』（2001年 – 2003年）、『ミッキーマウス クラブハウス』（2006年 – 2009年）がある。スクウェア・エニックスとの合作であるビデオゲーム『キングダム ハーツ』シリーズにもほとんどの作品にミッキーマウス役で出演した。
声優業の傍ら、映画『スプラッシュ』（1984年）、『スリーメン&ベビー』（1987年）、『インナースペース』（1987年）、『エイリアン・ネイション』（1988年）、『スタートレックV 新たなる未知へ』（1989年）には音響効果担当スタッフとして参加した。

## 私生活
オルウィンは1991年、ミニーマウスの担当声優ルシー・テイラーとハワイで結婚した。2008年には夫妻でディズニー・レジェンドを受賞した。
2009年5月18日、糖尿病による合併症のためロサンゼルスのUCLA医療センターで息を引き取った。テイラーは最期を看取った。遺作となったニンテンドーDS用ゲーム『キングダム ハーツ 358/2 Days』の英語版と、同年10月25日に放送された『ミッキーマウス クラブハウス』の第61話「Choo-Choo Express」はオルウィンに捧げられている。